# 200 meter bröstsim för damer i simning vid olympiska sommarspelen 2016
Damernas 200 meter bröstsim vid olympiska sommarspelen 2016 avgjordes 10–11 augusti 2016 i Estádio Aquático Olímpico.

## Resultat

### Försöksheat
| Placering | Heat | Bana | Namn                      | Nationalitet   | Tid     | Noteringar |
| --------- | ---- | ---- | ------------------------- | -------------- | ------- | ---------- |
| 1         | 2    | 5    | Rikke Møller Pedersen     | Danmark        | 2:22.72 | Q          |
| 2         | 3    | 4    | Rie Kaneto                | Japan          | 2:22.86 | Q          |
| 3         | 3    | 5    | Taylor McKeown            | Australien     | 2:23.00 | Q          |
| 4         | 3    | 3    | Chloe Tutton              | Storbritannien | 2:23.34 | Q          |
| 5         | 2    | 6    | Molly Renshaw             | Storbritannien | 2:23.37 | Q          |
| 6         | 4    | 6    | Kierra Smith              | Kanada         | 2:23.69 | Q          |
| 7         | 4    | 4    | Viktoriya Zeynep Güneş    | Turkiet        | 2:23.83 | Q          |
| 8         | 4    | 5    | Julija Jefimova           | Ryssland       | 2:23.90 | Q          |
| 9         | 4    | 3    | Shi Jinglin               | Kina           | 2:24.33 | Q          |
| 10        | 3    | 6    | Hrafnhildur Lúthersdóttir | Island         | 2:24.43 | Q          |
| 11        | 2    | 3    | Jessica Vall              | Spanien        | 2:24.55 | Q          |
| 12        | 4    | 7    | Molly Hannis              | USA            | 2:24.74 | Q          |
| 13        | 2    | 4    | Kanako Watanabe           | Japan          | 2:24.77 | Q          |
| 14        | 4    | 1    | Jenna Laukkanen           | Finland        | 2:25.52 | Q          |
| 15        | 2    | 2    | Lilly King                | USA            | 2:25.89 | Q          |
| 16        | 2    | 7    | Sofiya Andreeva           | Ryssland       | 2:26.58 | Q          |
| 17        | 4    | 2    | Fanny Lecluyse            | Belgien        | 2:27.16 |            |
| 18        | 3    | 1    | Martina Moravčíková       | Tjeckien       | 2:27.51 |            |
| 19        | 3    | 8    | Dalma Sebestyén           | Ungern         | 2:27.94 |            |
| 20        | 2    | 8    | Anna Sztankovics          | Ungern         | 2:27.97 |            |
| 21        | 1    | 4    | Julia Sebastián           | Argentina      | 2:27.98 |            |
| 22        | 3    | 2    | Georgia Bohl              | Australien     | 2:28.24 |            |
| 23        | 3    | 7    | Martha McCabe             | Kanada         | 2:28.62 |            |
| 24        | 4    | 8    | Yu Jingyao                | Kina           | 2:28.65 |            |
| 25        | 1    | 3    | Fiona Doyle               | Irland         | 2:29.76 |            |
| 26        | 1    | 2    | Sophie Hansson            | Sverige        | 2:30.59 |            |
| 27        | 1    | 7    | Aļona Ribakova            | Lettland       | 2:30.82 |            |
| 28        | 1    | 6    | Amit Ivry                 | Israel         | 2:31.49 |            |
| 29        | 2    | 1    | Back Su-yeon              | Sydkorea       | 2:32.79 |            |
| 30        | 1    | 5    | Yvette Kong               | Hongkong       | DNS     |            |

### Semifinaler

#### Semifinal 1
| Placering | Bana | Namn                      | Nationalitet   | Tid     | Noteringar |
| --------- | ---- | ------------------------- | -------------- | ------- | ---------- |
| 1         | 4    | Rie Kaneto                | Japan          | 2:22.11 | Q          |
| 2         | 6    | Julija Jefimova           | Ryssland       | 2:22.52 | Q          |
| 3         | 5    | Chloe Tutton              | Storbritannien | 2:22.71 | Q          |
| 4         | 3    | Kierra Smith              | Kanada         | 2:22.87 | Q          |
| 5         | 2    | Hrafnhildur Lúthersdóttir | Island         | 2:24.41 |            |
| 6         | 1    | Jenna Laukkanen           | Finland        | 2:25.14 | 0NR0       |
| 7         | 8    | Sofiya Andreeva           | Ryssland       | 2:25.90 |            |
| 8         | 7    | Molly Hannis              | USA            | 2:26.80 |            |

#### Semifinal 2
| Placering | Bana | Namn                   | Nationalitet   | Tid     | Noteringar |
| --------- | ---- | ---------------------- | -------------- | ------- | ---------- |
| 1         | 5    | Taylor McKeown         | Australien     | 2:21.69 | Q          |
| 2         | 3    | Molly Renshaw          | Storbritannien | 2:22.33 | Q, 0NR0    |
| 3         | 2    | Shi Jinglin            | Kina           | 2:22.37 | Q          |
| 4         | 4    | Rikke Møller Pedersen  | Danmark        | 2:22.45 | Q          |
| 5         | 6    | Viktoriya Zeynep Güneş | Turkiet        | 2:23.49 |            |
| 6         | 7    | Jessica Vall           | Spanien        | 2:24.22 |            |
| 7         | 8    | Lilly King             | USA            | 2:24.59 |            |
| 8         | 1    | Kanako Watanabe        | Japan          | 2:25.10 |            |

### Final
| Placering | Bana | Namn                  | Nationalitet   | Tid     | Noteringar |
| --------- | ---- | --------------------- | -------------- | ------- | ---------- |
| 1         | 5    | Rie Kaneto            | Japan          | 2:20.30 |            |
| 2         | 7    | Julija Jefimova       | Ryssland       | 2:21.97 |            |
| 3         | 6    | Shi Jinglin           | Kina           | 2:22.28 |            |
| 4         | 1    | Chloe Tutton          | Storbritannien | 2:22.34 |            |
| 5         | 4    | Taylor McKeown        | Australien     | 2:22.43 |            |
| 6         | 3    | Molly Renshaw         | Storbritannien | 2:22.72 |            |
| 7         | 8    | Kierra Smith          | Kanada         | 2:23.19 |            |
| 8         | 2    | Rikke Møller Pedersen | Danmark        | 2:23.74 |            |